# António Valente da Fonseca
Dom Antonio Valente da Fonseca (* 19. November 1884 in Válega, Distrikt Aveiro, Portugal; † 26. Februar 1972 in Vila Real, Portugal) war ein portugiesischer Geistlicher und 2. Bischof der Diözese Vila Real von 1933 bis 1967.

## Leben und Wirken
Geboren in einer Kleinstadt im Distrikt Aveiro, studierte Fonseca in Porto Katholische Theologie und in Rom an der Gregoriana-Universität, promovierte in Philosophie und Kanonischem Recht und wurde 1907 in der Lateranbasilika zum Priester geweiht. 1931 wurde er zum Weihbischof von Vila Real geweiht.
Am 31. Mai 1933 wurde er zum 2. Bischof der damals noch jungen Diözese Vila Real geweiht und blieb bis 10. Januar 1967 im Amt. Fonseca war Teilnehmer beim 2. Vatikanischen Konzil in Rom.
Er starb am 26. Februar 1972 mit 87 Jahren als Altbischof von Vila Real.

## Grundlagen für das Bistum
Er schuf das Gebetbuch für die Seminaristen des Bistums Vila Real 1953 sowie die Statuten für das Priesterseminar in der Diözese. Auch setzte er sich für die erste Elektrische Verbindung zwischen Porto und Gondomar, das in seiner Diözese liegt ein und schuf die erste landwirtschaftliche Genossenschaft der Region. Auch schuf er eines der ersten Altenheime des Bistums.

## Ehrungen
In Vila Real ist eine Straße nach ihm benannt und es gibt dort eine Büste des Bischofs in der Rua Pedro de Castro.